# دیر جنین
دیر جنین (به عربی: دیر جنین) یک منطقهٔ مسکونی در لبنان است که در شهرستان عکار واقع شده‌است. دیر جنین ۵٫۸۴ کیلومتر مربع مساحت و ۷۶۷ نفر جمعیت دارد و ۳۹۰ متر بالاتر از سطح دریا واقع شده‌است.